# Шосе Сагарматха H09
Шосе Сагарматха — національне шосе Непалу, яке з'єднує район Хотанг з районом Саптарі через район Удаяпур. Біля Кадмаха шосе Сагарматха з’єднується з шосе Махендра, яке також називають національним шосе Схід-Захід, яке проходить через географічні регіони Тераї в Непалі.
Будівництво дороги почалося 23 роки тому, щоб з'єднати Діктел, штаб-квартиру Khotang, з Гайгат в Удаяпурі. У 1994 році тодішній прем'єр-міністр Манмохан Адхікарі урочисто відкрив будівельні роботи на Боксе в Гайхаті. Шосе Сагарматха протяжністю 156 кілометрів було побудовано з основною метою для з'єднання Діктел з національною мережею доріг.